# 안교촌
안교촌(安行村)은 사이타마현 기타아다치군에 존재했던 촌이다. 
1956년 가와구치시에 편입되어 소멸하였다. 
도쿄 근교에 위치하여 원예농업이 발달하여 안교는 식목의 산지로 알려져 있다.

## 지리
- 사이타마현 중앙(기타아다치) 지역의 남부에 위치한다.
- 덴우강이 마을의 북동쪽 경계를 북서쪽에서 남동쪽으로 흐른다.
- 옛 촌의 북동쪽 절반은 저지대, 남서쪽 절반은 오미야 대지 하토가야 지대라고 불리는 대지 위에 있다.

## 역사
- 1889년 4월 1일 - 정촌제 시행에 의해 기타아다치군 안교촌이 성립하였다.
- 1956년 4월 1일 - 가와구치시에 편입해 안교촌은 소멸하였다. 1950년(쇼와 25년) 11월 1일 이후 가와구치시 내에서 영토였던 신사토 지역의 영토 상태가 해소된다. 또한, 안교는 지리적으로 하토가야와 합병도 가능했지만, 안교는 가와구치와의 관계를 둘러싸고 정세가 불안정했던 하토가야보다 경제가 순조롭게 발전한 가와구치와의 합병을 선택했다.
- 1957년 5월 1일 - 소카정과 경계 조정으로 일부가 소카시에 속하게 되었다.

## 관련링크
- カワグチイズム 川口大事典 安行村[깨진 링크(과거 내용 찾기)]